# ISO 3166-2:VA
ISO 3166-2:VA – kody ISO 3166-2 dla Watykanu.
Kody ISO 3166-2 to część standardu ISO 3166 publikowanego przez Międzynarodową Organizację Normalizacyjną. Kody te są przypisywane głównym jednostkom podziału administracyjnego, takim jak np. województwa czy stany, każdego kraju posiadającego kod w standardzie ISO 3166-1.
Aktualnie (2019) dla Watykanu nie zdefiniowano kodów ISO 3166-2, gdyż nie posiada podjednostek administracyjnych.